# L’Espresso
L’Espresso – włoski tygodnik informacyjny, będący jednym z dwóch wiodących czasopism tego typu we Włoszech (drugi to „Panorama”).

## Historia
„l’Espresso” został założony, jako tygodnik, w Rzymie w październiku 1955 roku przez wydawnictwo N.E.R. (Nuove Edizioni Romane) należące do Carla Caracciola oraz Adriana Olivettiego (producenta maszyn do pisania Olivetti). Redaktorami naczelnymi byli Arrigo Benedetti i Eugenio Scalfari.
Redakcja „l’Espresso” od początku prowadziła agresywne dziennikarstwo śledcze, mocno skupione na korupcji oraz klientelizmie partii Democrazia Cristiana. W latach 1950. pismo ujawniło główne skandale dotyczące przedsiębiorstw związanych z ochroną zdrowia i budownictwem. To było głównym powodem konfliktów Olivettiego z władzą rządową i dużymi przedsiębiorstwami, które były zasadniczymi kontrahentami jego kluczowego biznesu. W 1956 roku, kiedy pismo traciło pieniądze, Olivetti mianował Caracciolo’ego większościowym udziałowcem.; Arrigo Benedetti i Eugenio Scalfari stali się wówczas głównymi udziałowcami.
Benedetti, jako doświadczony dziennikarz, który kierował magazynem informacyjnym „L’Europeo” (1945–54), był redaktorem naczelnym od powstania pisma w październiku 1955 roku do 1963 roku, kiedy przekazał władzę Scalfariemu. W tamtym czasie (1963) średni nakład pisma osiągnął 70 000 egzemplarzy. W 1968 roku funkcję redaktora przejął od Scalfariego – wybranego do Izby Deputowanych (1968–1972) – Gianni Corbi.
Pierwotnym formatem czasopisma był broadsheet (wł. formato lenzuolo). 20 marca 1974 roku ukazało się pierwsze wydanie w formacie tabloidu. W 1965 roku w tygodniku pojawiły się kolorowe druki zdjęć, tekstu i reklam. W 1975 roku wydawca N.E.R. zmienił wspólny tytuł na „Editoriale L’Espresso”, w czasie gdy nakład pisma wynosił przekraczał 300 000 kopii. W styczniu 1976 roku Gruppo Editoriale L’Espresso wprowadziła na rynek dziennik „la Repubblica”, z Eugenio Scalfarim jako redaktorem naczelnym, w ramach joint venture z Arnoldo Mondadori Editore.
W 1967 roku czasopismo ujawniło próbę zamachu stanu, z 1964 roku, kierowanego przez generała Giovanni de Lorenzo. Natomiast w 1976 roku pismo prowadziło silną kampanię przeciwko ówczesnemu włoskiemu prezydentowi Giovanniemu Leone, za jego domniemane zaangażowanie w skandalu przedsiębiorstwa Lockheed. W latach 1970. i 1980. periodyk mocno zaangażował się we wsparcie kampanii na rzecz rozwodów i aborcji.
Od połowy lat 1970. trwała zażarta rywalizacja między „l’Espresso” a „Panoramą”, drugim głównym magazynem informacyjnym na włoskim rynku prasowym, który założono w 1962 roku. Rywalizacja wzrosła radykalnie na początku lat 1990., kiedy Silvio Berlusconi – już wtedy kontrolujący „Panoramę” – próbował przejąć także „l’Espresso”. Starcie pomiędzy Berlusconim a Carlo De Benedettim cechowało się walką o przejęcie kontroli nad grupą Mondadori, której rezultatem był rozpad majątku i powstanie grupy Espresso w jej obecnej formie, z holdingiem CIR jako głównym udziałowcem.

## Redakcja
Wśród dziennikarzy i piszących dla „l’Espresso” byli m.in.: Giorgio Bocca, Umberto Eco, Giampaolo Pansa, Enzo Biagi, Michele Serra, Marco Travaglio, Roberto Saviano, Naomi Klein oraz Jeremy Rifkin. W 2002 roku Daniela Hamaui została mianowana redaktorką naczelną tygodnika, będąc pierwszą kobietą piastującą to stanowisko i jednocześnie pierwszą kobietą, która objęła stanowisko redaktora naczelnego w ważnym europejskim tygodniku politycznym.
Siedziba należącego do Gruppo Editoriale L’Espresso tygodnika „l’Espresso” jest zlokalizowana w Rzymie, natomiast biznesowo-finansowy pokój redakcji mieści się w Mediolanie. Redaktorem naczelnym jest Luigi Vicinanza.

## Nakład
W 1984 roku nakład „l’Espresso” wynosił 300 057 egzemplarzy. W 2007 roku liczba wzrosła do 400 334, będąc wówczas czwartym najlepiej sprzedawanym magazynem informacyjnym we Włoszech. W 2010 roku na rynek trafiło 334 260 kopii pisma. W 2013 roku nakład czasopisma wyniósł 239 000 egzemplarzy (oparte na raporcie Gruppo Editoriale L’Espresso), a w czerwcu 2014 roku był równy 195 787 kopii.

## Redaktorzy naczelni
- Arrigo Benedetti (1955–1963)
- Eugenio Scalfari (1963–1968)
- Gianni Corbi (1968–1970)
- Livio Zanetti (1970–1984)
- Giovanni Valentini (1984–1991)
- Claudio Rinaldi (1991–1999)
- Giulio Anselmi (1999–2002)
- Daniela Hamaui (2002–2010)
- Bruno Manfellotto (2010–)

## Współpracownicy
Źródło:
- Massimo Cacciari
- Umberto Eco
- Fabrizio Gatti
- Tahar Ben Jelloun
- Naomi Klein
- Sandro Magister
- Roberto Saviano
- Michele Serra
- Andrzej Stasiuk[24]
- Gianni Vattimo